# Социология психиатрии
Социология психиатрии — одно из направлений социологии научного знания, изучающее вопросы институционализации и деинституционализации психиатрии, социальные аспекты, особенности, тенденции и закономерности развития психиатрической науки и практики, а также институциональные механизмы функционирования психиатрической службы. Значительный вклад в социологию психиатрии внесли такие исследователи и общественные деятели, как Мишель Фуко, Франко Базалья, Ирвинг Гофман, Клаус Дёрнер и другие.

## Медикализация девиантности
Н. Киттри исследовал ряд проявлений понятия девиантности, таких как наркотическая зависимость, гомосексуальность, алкоголизм и психическое заболевание, и продемонстрировал, что эти проявления считались проблемами сначала морального, затем правового характера, а в настоящее время считаются проблемами медицинского характера:1. Как результат данного восприятия, неординарные люди с отклонениями от нормы подвергались социальному контролю морального, правового и затем медицинского характера:1. Аналогичным образом П. Конрад и Дж. Шнайдер заключают свой обзор о медикализации девиантности мнением, что можно обнаружить три основные парадигмы, от которых зависели значения понятия девиантности в различные исторические периоды: девиантность как грех, девиантность как проступок и девиантность как заболевание:1:36.

## Институционализация психиатрии
Институционализации психиатрии посвящены две книги — книга французского философа и исследователя гуманитарного профиля Мишеля Фуко «История безумия в классическую эпоху» и книга немецкого психиатра Клауса Дёрнера «Гражданин и безумие».
Как показывает Дёрнер, возникновение психиатрии пришлось на период зарождения промышленного капитализма, отмеченный индустриализацией — перемещением производства из мануфактур на фабрики и переходом от ручного труда к машинному производству. Данный процесс вёл к расслоению гражданской общественности, когда одна часть её среднего слоя становилась богаче, а другая — беднее. С одной стороны, индустриализация разрушила основы существования множества людей, потерявших в новых условиях прежнюю работу. С другой стороны, возникла необходимость в привлечении на фабрики как можно более дешёвой и доступной рабочей силы. Дёрнер пишет:
Промышленной революции нужен новый тип человека — промышленный рабочий, и она стремится найти таких людей и отделить их от остальных. Поэтому теперь необходимо отделить бедняков от безумных, а следовательно, и создать специальные заведения для обеих групп, фабрики и психиатрические больницы. Новый человеческий тип промышленного рабочего должен обладать следующими качествами: он должен быть беден, а значит, непритязателен и дёшев; свободен, то есть иметь обязанности только перед промышленным предприятием; безлик, то есть лишён значительных индивидуальных особенностей; надёжен, то есть способен выполнять однообразную работу; предсказуем в своих действиях, что позволяет делать долгосрочные промышленные расчёты, как и в отношении машин. Именно в силу множества индивидуальных различий и особенностей безумных и невозможности предугадать их поведение они не подходят, с точки зрения предпринимателей, для фабричной работы и не соответствуют требованию абсолютной пригодности, поэтому исключаются из сферы промышленного производства.
Таким образом, исключение безумных из сферы промышленного производства неизбежно приводит их в сферу психиатрии — в стены психиатрических больниц.
Что касается книги Мишеля Фуко «История безумия в классическую эпоху», то в этой книге он на обширном документальном материале исследует социальные процессы, экономические условия и культурный контекст, в рамках которых происходило возникновение и становление психиатрии, в частности формирование учреждений, явившихся непосредственными историческими предшественниками современных психиатрических больниц. Фуко подвергает анализу сложившиеся представления, политические идеи, правовые акты, социальные институты, культурные традиции, изобразительное искусство и художественную литературу, существовавшие в западной истории и имевшие отношение к формированию в ней понятия безумия.
Фуко начинает повествование с истории Средних веков, сосредотачивая своё внимание на социальной и физической изоляции прокажённых. Он показывает, что с постепенным исчезновением проказы её место заняло безумие.
Начиная с эпохи Высокого Средневековья и до конца Крестовых походов количество проклятых селений — лепрозориев по всей Европе неуклонно росло. Согласно Матвею Парижскому, в христианском мире в целом их насчитывалось до 19 тысяч […]. На исходе Средних веков западный мир избавляется от проказы […]. Поначалу проказа передает эстафету венерическим болезням. В конце XV в. они, словно законные наследники, приходят на смену лепре […]. На самом деле истинными наследниками лепры выступают не они, а другой, весьма сложный феномен, который войдет в сферу медицинских интересов ещё очень нескоро. Этот феномен — безумие. Однако для того, чтобы это новое наваждение заняло место проказы в ряду многовековых страхов и стало, подобно ей, вызывать по отношению к себе реакцию отторжения, исключения, очищения — ему, впрочем, очевидным образом родственную, — потребуется длительный, продолжающийся около двух столетий, латентный период.
Одной из таких практик сегрегации, описываемой в художественной литературе, является корабль дураков, поскольку именно на кораблях отправляли в море сумасшедших, от которых желали избавиться. В XVII веке, в период, который Фуко удачно назвал Великим заточением, «неразумные» представители населения подвергались социальному отторжению и изоляции. В XVIII веке безумие стало рассматриваться как отклонение от норм, диктуемых Разумом, и, наконец, в XIX веке — как психическое заболевание. Как поясняет Фуко, изоляция возникла как явление европейского масштаба, порождённое классической эпохой (Новым временем) и ставшее её характерной приметой:
Классическая эпоха изобрела изоляцию, подобно тому как Средневековье изобрело отлучение прокаженных; место, опустевшее с их исчезновением, было занято новыми для европейского мира персонажами — «изолированными» […]. Ибо изоляция оказалась явлением европейского масштаба […]. Огромные богадельни и смирительные дома — детища религии и общественного порядка, поддержки и наказания, милосердия и предусмотрительности властей — примета классической эпохи: подобно ей, они явление общеевропейское и возникают с ней почти одновременно.
Далее Фуко очерчивает предпосылки появления изоляции, связывая их прежде всего с возникшей перед властями задачей принудить изолированных к труду и обеспечить надлежащий общественный порядок:
Прежде чем изоляция приобрела тот медицинский смысл, какой мы придаем ей сейчас — или, во всяком случае, какой нам угодно ей приписывать, — она преследовала цели, весьма далекие от врачевания. Необходимость в ней была продиктована императивом обязательного труда. Там, где наша филантропическая душа жаждет увидеть знаки доброты и заботы о больных, на деле обнаруживается лишь одно — осуждение и обвинение праздных. Вернемся к самому началу «Заточения», к тому королевскому эдикту от 27 апреля 1656 г., которым был основан Общий госпиталь. Перед этим учреждением сразу ставилась задача препятствовать «нищенству и праздности как источнику всех и всяческих беспорядков».
По словам Фуко, изоляция использовалась с двумя различными целями, которые были обусловлены социально-экономическими причинами, однако так и не были достигнуты:
Классическая эпоха использует изоляцию двояко, отводит ей двойную роль: с одной стороны, она должна способствовать уничтожению безработицы либо по крайней мере её наиболее очевидных социальных последствий, а с другой — сдерживать цены, когда их рост становится угрожающим. Изоляция призвана воздействовать поочередно то на рынок рабочей силы, то на цену продукции. В действительности же смирительные дома, по-видимому, не дали ожидаемого результата. Поглощая безработных, они главным образом маскировали их нищету и позволяли избежать социальных и политических неудобств, причиняемых их волнениями; однако, распределяя их по принудительным мастерским, дома эти способствовали росту безработицы в прилегающих регионах или в соответствующих секторах экономики. Что же касается их влияния на цены, то оно не могло не быть искусственным, ибо рыночная цена произведенных в них продуктов никак не соотносилась с себестоимостью — если учитывать затраты на содержание пансионеров.
Фактически ничем не отличаясь от тюрем, данные учреждения также были предназначены для изоляции, однако их пенитенциарное предназначение не становилось предметом внимания, поскольку они назывались больницами. Говоря о периоде их появления, профессор Оклендского университета Джон Рид резюмировал выводы Мишеля Фуко и выделил три функции этих больниц:
- экономическую — принуждение обитателей больниц к труду за мизерную часть от существующих расценок;
- политическую — осуществляемое под видом помощи неимущим и больным устранение неугодных для предотвращения бунтов безработных;
- моралистическую — укрепление морали, требующей трудиться и повиноваться власть имущим[6].

Интерес Фуко к психиатрии не ограничивался рассмотрением её исторических и теоретических вопросов. Фуко принимал участие в конкретных действиях по преобразованию системы психиатрической помощи. В частности, в 1971 году Фуко примкнул к группе итальянских психиатров, сделавших психиатрические больницы предметом критики и полемики, и написал статью для сборника «Беспорядки» с целью поддержать Франко Базалью, столкнувшегося с итальянским правосудием.

## Последствия институционализации
В 1961 году вышла работа американского социолога Ирвинга Гофмана «Приюты: Несколько эссе о социальном положении психически больных и других лишённых свободы». В ней Гофман описывал, как процесс институционализации вводит людей в роль послушного пациента, того, кто «глуп, безопасен и незаметен», которая, в свою очередь, укрепляет представления о хронизации тяжёлого психического заболевания. Другой работой Гофмана, имеющей отношение к психиатрии, является «Стигма: Заметки об управлении испорченной идентичностью». Психиатрический дискурс Гофмана является органичной частью его социологического проекта и в то же время представляет собой самостоятельную ценность как часть критической теории психиатрии и этап развития антипсихиатрии. Гофман — самый известный из тех социологов, которых обычно относят к числу критиков психиатрии. Он затрагивает вопросы стигматизации и подавляющих личность тотальных институтов, пишет о социальном мире людей с психическими расстройствами и их функционировании в психиатрической больнице, подчёркивает зависимость определения нормы и патологии от институциональных норм социального контроля.
Как утверждает Гофман, психическое заболевание представляет собой одну из наиболее глубоко дискредитирующих и социально повреждающих стигм. Именно со стигмы, по словам Гофмана, начинается история человека с психическим заболеванием. Затем на его пути, как и на пути многих других стигматизированных, возникают тотальные социальные институции, поглощающие и изменяющие его. Гофман отмечает, что жизнь психиатрической больницы подчинена общим принципам функционирования тотальных институтов (таких, как тюрьмы, исправительные лагеря, концентрационные лагеря, монастыри, приюты, лепрозории, армия и др.), а между тем, по его представлению, психиатрия должна функционировать по сервисной модели, в соответствии с которой функционирует остальная медицина. На самом же деле госпитализированный в психиатрическую больницу не получает тех услуг, которые ему необходимы, с ним ведут себя не как с обычным соматическим больным, занимаясь просто лечением его заболевания, а вместо этого изолируют как угрожающий обществу элемент и подвергают стигматизации.
Гофман подчёркивает, что в тотальном институте обычно имеется многочисленная группа обитателей и малочисленная группа персонала, причём обитатели выступают мишенью воздействия, которое осуществляет персонал, и пропасть между первыми и вторыми огромна, что приводит к возникновению стереотипов: одна группа воспринимает другую лишь в негативных и стереотипных рамках. Эта пропасть, это непреодолимое расстояние является, как утверждает Гофман, следствием бюрократического управления большими группами людей. Обитатели, едва лишь они оказываются в тотальном институте, сразу же наделяются презумпцией виновности, которая оправдывает всё, что происходит с ними в стенами учреждения:

Объяснительная схема тотальной институции запускается автоматически, как только обитатель входит в её пределы, персонал считает, что вхождение является презумпцией доказательства, что этот человек принадлежит к тем, для кого была создана институция. Попадающий в политическую тюрьму должен быть предателем, оказывающийся за решёткой — нарушителем закона, госпитализированный в психиатрическую больницу — психически больным. Если бы он не был предателем, преступником или больным, по каким еще причинам он бы мог там находиться? Эта автоматическая идентификация обитателя — не просто очернительство, она стоит в центре основного метода социального контроля.

Когда человек становится «обитателем» тотальной институции, его «я», по словам Гофмана, претерпевает определённую трансформацию, и на основе этой трансформации создаётся новое мировоззрение: происходит нечто вроде дискультурации или «разобучения», в процессе которых блокируется возможность управлять собственным поведением, реагировать на ситуации, приспосабливаться к изменениям во внешнем мире, и эта блокировка становится фундаментом, на который наслаиваются дальнейшие изменения и воздействия. Человек сталкивается, как отмечает Гофман, «с рядом унижений, обесцениваний, оскорблений и профанаций „я“. Его „я“ последовательно, пусть даже и неумышленно, умерщвляют». В психиатрической больнице всё направлено на подавление личностной идентичности: организация пространства, распорядок дня, техники обращения с пациентами, постоянное наблюдение. Центральным при этом является отрыв от прежней социальной роли и лишение пациента права на индивидуальность: человек больше не может сам формировать своё «я», этим процессом вместо него управляет персонал институции. Персонал лишает человека права собственности, личного имущества, выдаёт одинаковую для всех одежду, запрещает заводить индивидуальные шкафчики для хранения личных вещей, периодически проводит обыски, просматривает переписку, тщательно следит за общением с близкими. Пациент не может сам следить за своей внешностью, так как у него больше нет для этого необходимых приспособлений; его тело обезображивают и искажают, подвергают шоковой терапии. Обитатель тотальной институции постоянно пребывает в компании большого числа других обитателей, тотальная институция никогда не оставляет его наедине с собой и благодаря этому разрушает его личные границы, его «я».
Как пишет Гофман, поведение «безумных» пациентов психиатрических больниц можно понять, исходя из их повседневного социального опыта:

Я тогда верил и верю до сих пор, что любая группа людей — заключённых, первобытных, лётчиков или пациентов больниц — строит свою собственную жизнь, которая становится осмысленной, рациональной и нормальной, как только вы оказываетесь рядом с ними, и что лучший способ исследовать любой из этих миров — погрузиться в их обществе в череду происходящих с ними незначительных повседневных событий.

Иными словами, по Гофману, безумие или «больное поведение» является прежде всего продуктом социального расстояния, отделяющего исследователя от ситуации, в которой находится пациент, и не связано с психическим заболеванием как таковым. Когда человек оказывается в условиях жёсткой или длительной изоляции, он, как правило, пытается обратить на себя внимание окружающих, изменить своё положение или выразить неприятие ситуации, в которой находится, при помощи определённых действий, носящих демонстративный протестный характер, и чем меньше личных вещей у него при этом имеется, тем более примитивными оказываются протестные действия: «Акты враждебности по отношению к этому заведению приходится основывать на ограниченных, плохо разработанных приёмах, таких как стучание стулом по полу или разрывание газеты, при котором раздается раздражающий взрывоподобный звук. И чем более несоразмерно это оснащение для показа неприятия больницы, тем больше такой поступок кажется психотическим симптомом, тем более оправданным ощущает администрация направление пациента в „плохое“ отделение. Когда пациент обнаруживает себя в изоляции, голым и без видимых средств выражения, он может начать рвать матрац, если сумеет, или писать калом по стенам — действия, которые администрация воспринимает как присущие людям, которым требуется изоляция».